# 日本のフェミニズム
日本のフェミニズム（にほんのフェミニズム）は、江戸時代末期の19世紀後半に始まったが、日本においての 女性の権利に関する概念は、古代に遡ってその痕跡を認める事が出来る。  さらに、明治維新（1868年）にて西洋の思考が日本に持ち込まれた後、フェミニズム運動は勢いを増し始めた。
日本のフェミニズムと西洋のフェミニズムの違いは、個人の自律性に重点が置かれていないという点で異なる。
19世紀後半以前には、日本の女性は伝統的な家父長制の制度に縛られていた。この制度では、家族内の高齢男性が世帯内での権威を維持していた。  明治維新による社会改革の後、女性の地位も一連の変化を遂げた。  女性の人身売買は制限され、女性は離婚を要求することが出来るようになり、男女とも初等教育を受けることが必須となった。  さらなる女性の地位への変化は第二次世界大戦の余波で起こった。女性は投票権を得、1946年に起草された新憲法の一部は男女平等を保証するものとして捧げられた。
1970年、反ベトナム戦争の動きを受け、新左翼からウーマンリブと呼ばれる新しい女性の解放運動が始まり、1960年代後半には急進的な学生運動が起こった。この運動は、米国や他の国々での急進的なフェミニスト運動と同期しており、1970年代以降のフェミニスト行動主義の復活を促した。フェミニズムの活動家たちは、同時代日本の男性優位な社会的性格について包括的な批判をし、政治経済システムと社会においての文化的側面の根本的な変化を主張した。これらは性の解放に重点を置いていたこと（性の解放誠の会）によって、それ以前の運動とは異なる。 　男性との平等を目指すのではなく、むしろ男性が家父長制と資本主義システムの抑圧的側面から解放されるべきであるという事実に焦点を当てた。
1979年、女性に対するあらゆる形態の差別の撤廃に関する条約が 国連総会で採択された。日本政府によって条約が批准された のは1985年であった。こうした変化にもかかわらず、日本は1986年に「ヒューマナの世界人権ガイド」で落第という評価を受けている。

## 政治

### 新婦人協会の結成
1919年、市川房枝と奥むめおに助けられ  平塚らいてうは新婦人協会を設立した。同会の目標は、女性階級というものを明確にすることにより女性の保護と包含の権利を得ることだった。  1919年11月、平塚は婦人会関西連合大会でスピーチを行い、女性に権利があれば彼らは国家の一員となり、将来を決定する手助けをすることができると述べた。
翌年の1月、市川と平塚は、新婦人協会の2つの要求を起草した。
1. 公安警察法の改正：女性がいかなる政党に加わることや政治的な出来事への参加や参加を禁じる、1890年の政治協会と集会に関する法律の改訂版
2. 性病を持つ夫や婚約者からの保護： 1898年の改正民法では、姦通を犯した女性は離婚させられ、さらに最長2年間刑務所に服することになっていた。しかし、夫が姦通を犯した場合には、女性は夫と離婚することができなかった。家父長的社会に挑戦し、新婦人協会は、感染した夫や婚約者を拒絶できるように改革を望んでいた。[9]  彼らは嘆願書を準備したが、現状の措置が女性をよりよい妻と母親になることを不可能にしているという主張は反対を受けた。[9]

2つの請願書が準備された。1つ目は、公安警察法を改正することによって、女性に権利を与え、女性を国家に含める必要性について述べたものである。2つ目は、性感染症について婚前の夫をテストすることによって女性を保護し、さらには離婚、医療費の補償を集める必要性を述べた。陳情が間に合うまで国会は延期された。1921年2月26日、衆議院は女性が政治集会に出席することを認める法案を可決した。その法案は貴族院で破られた。1922年、国会は1900年警察法第5条を改正し、引き続き女性が政党に加わったり投票したりすることを禁止しながら、その一方で政治集会に出席することを許可した。

### 赤瀾会
赤瀾会は、日本最初の社会主義女性協会であり、1921年4月に山川菊栄らによって結成された。赤瀾会の宣言は、資本主義への非難、そして資本主義による女性の奴隷・売春婦化であった。
例えば、農村の家族は経済的に困難すると彼らの娘を工場と契約させることを余儀なくされた。こうした女児は寮に住むことを要求され、仕事に行く以外そこから去ることはできなかった。彼女らは劣悪な環境で12時間の交代性勤務を行った。
その中の多くが綿糸肺 （換気の悪い作業環境で綿埃にさらされることによって引き起こされる病気）、さらに織物工場での作業に関連する他の病気を患った。国は、工場内の女性を保護するために必要な法律の制定を拒否した。 寮に当直医はおらず、綿糸肺やその他の病気への医学的補助はなかった。そして工場での契約が終了した後女性らは結婚するために田舎へと戻った。
赤瀾会は主に女性の参政権取得と権利向上について活動した。
他のグループは彼ら自身の要求主に主張し結成された。政治的権利を主張する女性もいれば、売春を終わらせることを求めた女性もいた。また、主婦たちは家庭での役割改善のために運動した。
1923年の壊滅的な関東大震災の後、女性改革協会の一員である落見久四郎と他の多くの女性たちは救援活動に目を向けた。山川のような社会主義者、中流階級のクリスチャンそして主婦は救援活動を組織し行うために共働した。

### 書誌
- Birnbaum, Phyllis (2005). Modern Girls, Shining Stars, the Skies of Tokyo. New York: Columbia University Press. ISBN 0231500025
- Mackie, Vera (2003). Feminism in Modern Japan: Citizenship, Embodiment and Sexuality. Cambridge: Cambridge University Press. ISBN 0521527198
- Mackie, Vera (2002). Creating Socialist Women in Japan: Gender, Labour and Activism, 1900-1937. Cambridge: Cambridge University Press. ISBN 0521523257